# Le Mesnil-Simon (Calvados)
Le Mesnil-Simon település Franciaországban, Calvados megyében. Lakosainak száma 157 fő (2022. január 1.). Le Mesnil-Simon Lessard-et-le-Chêne, Le Mesnil-Eudes, Les Monceaux, Saint-Ouen-Marchefroy és Mézidon-Vallée-d’Auge községekkel határos.

## Népesség
A település népességének változása:
| Lakosok száma | 163  | 150  | 128  | 168  | 167  | 181  | 180  | 164  | 161  | 157  |
|               | 1968 | 1982 | 1990 | 2006 | 2013 | 2015 | 2017 | 2019 | 2020 | 2022 |